# Jean Fenwick
Jean Fenwick, geborene Jean Krauth, (* 30. Mai 1907 auf Trinidad; † 5. Dezember 1998 in Los Angeles) war eine Schauspielerin. 

## Leben
Fenwick wurde auf Trinidad als Tochter eines deutschen Schokoladenfabrikanten und dessen britischer Ehefrau geboren. Während des Ersten Weltkrieges zog die Familie nach Massachusetts um. Ihre jüngere Schwester Marian Marsh war ebenfalls Schauspielerin.
Mitte der 1920er Jahre unterschrieb Fenwick einen Vertrag bei Paramount Pictures, später bei FBO Pictures in Hollywood und nahm den Künstlernamen Jean Morgan an, den sie kurze Zeit später in Jean Fenwick änderte. Nach vielen kleinen Rollen, unter anderem 1933 in King Kong und die weiße Frau, spielte sie 1936 erstmals eine größere Rolle in Mary Stuart. Weitere kleine Rollen folgten, bis Fenwick 1938 in König der Vagabunden wieder einen größeren Part übernehmen konnte. Im Jahr darauf folgte Scotland Yard erläßt Haftbefehl, 1941 gab Fenwick die Countess Irene in Sky Raiders. 1960 spielte Fenwick, die nie eine Hauptrolle spielen durfte, ihre letzte Rolle in einer Folge der Fernsehserie Alcoa Presents: One Step Beyond.

## Filmografie (Auswahl)
- 1926: The Sorrows of Satan
- 1926: Fascinating Youth
- 1934: Imitation of Life
- 1935: Das Schiff des Satans (Dante’s Inferno)
- 1935: Kreuzritter – Richard Löwenherz (The Crusades)
- 1936: Maria von Schottland (Mary of Scotland)
- 1937: Maria Walewska (Conquest)
- 1938: Wenn ich König wär (If I Were King)
- 1939: Der Henker von London (Tower Of London)
- 1941: When Ladies Meet
- 1943: Und das Leben geht weiter (The Human Comedy)
- 1943: Die Waise von Lowood (Jane Eyre)
- 1944: Alarm im Pazifik (The Fighting Seabees)
- 1948: Eine Frau zuviel (No Minor Vices)
- 1948: B.F.’s Daughter